# Priapichthys chocoensis
Priapichthys chocoensis är en fiskart som först beskrevs av Henn, 1916.  Priapichthys chocoensis ingår i släktet Priapichthys och familjen Poeciliidae. Inga underarter finns listade i Catalogue of Life.